# Silpheed
Silpheed er en videospil serie udviklet af Game Arts. Det første spil udkom i 1986 til den japanske hjemmecomputer PC-8801. Senere fulgte et remake til Sega Mega-CD i starten af 1990´erne og ved årtusindeskiftet efterfølgeren Silpheed: The Lost Planet til Playstation 2. Silpheed er navnet på det rumskib man som spiller styrer. Historien er magen til den mange andre shootere bruger, nemlig at man er jordens sidste og eneste chance for at afhverve en fjendlig invasion.

## Computer versionen
Det originale Silpheed var udviklet til den japanske hjemmecomputer PC-8801 i 1986. Senere fulgte en anden version til hjemmecomputen FM-7 i 1988. Samme år lavede Sierra On-Line en port til PC.

## Mega-CD versionen
I 1993 lavede Game Arts et remake af af det originale Silpheed og udgav det til Segas Mega-CD. Spillet er bygget op over en pre-renderet 3D baggrund, hvor af selve gameplayet er opsat med polygoner af rumfærger i 2D agtig format. Dette giver et mere levende billede, hvor det til tider er nærmest umuligt at se skillelinien mellem 3D og 2D. Ved udgivelsen blev spillet sat op Nintendo´s Star Fox til Super Nintendo, da begge byggede på de samme ideer. Silpheed opnående aldrig den store anerkendelse, grundet det trationelle gameplay. Star Fox virkede der i mod mere nyskabende for sin tid. Historisk set kendetegnes Silpheed som et af de første spil der for alvor brugte sideløbende events i baggrunden, der ikke havde indvirken på spilleren.
Spillets historie bygger på nogle terrorister der hacker sig ind i jorden hovedcomputer. Det lykkedes herefter at kontrollere alle våben i solsystemet. Jordens eneste håb er en lille flåde af SA-77 Silpheed Dogfighters, hvor man som spiller selvfølgelig befinder sig i.
| computerspil | Spire Denne computerspilsrelaterede artikel er en spire som bør udbygges. Du er velkommen til at hjælpe Wikipedia ved at udvide den. |